# ميروسلاف ميلوشيفيتش (لاعب كرة قدم)
ميروسلاف ميلوشيفيتش (بالألمانية: Miroslav Milošević)‏ هو لاعب كرة قدم نمساوي في مركز الوسط، ولد في 28 مارس 1986 في فيينا في النمسا. لعب مع فيرست فيينا.

## وصلات خارجية
- ميروسلاف ميلوشيفيتش (لاعب كرة قدم) على موقع قاعدة بيانات كرة القدم.إي يو (الإنجليزية)
- ميروسلاف ميلوشيفيتش (لاعب كرة قدم) على موقع Soccerway.com (الإنجليزية)
- ميروسلاف ميلوشيفيتش (لاعب كرة قدم) على موقع عالم كرة القدم.نت (الإنجليزية)